# Kubach (Kupferzell)
Kubach ist ein Weiler in der Teilgemarkung des Ortsteils Feßbach der Gemeinde Kupferzell im Hohenlohekreis im nordöstlichen Baden-Württemberg.

## Lage und Beschreibung
Kubach liegt etwa 2,5 km nordwestlich der Ortsmitte von Kupferzell auf der Hochebene der Hohenloher und Haller Ebene in deren Unternaturraum Kupferzeller Ebene und Kocheneck. Der etwa zwei Dutzend Hausnummern und dazu etliche weitere landwirtschaftliche Nebengebäude umfassende Weiler hat zwei Siedlungskerne, zwischen denen der zunächst eher unscheinbare Kuhbach (!) entsteht, der etwa westwärts zur Kupfer fließt. Ein nicht geschlossenes Weichbild aus Obstwiesen umgibt den ländlichen Ort, hinter denen die offene Feldflur beginnt. Der Ort verteilt sich etwas entlang der K 2372 von Kupferzell nach dem Künzelsauer Dorf Morsbach im Kochertal, am südlichen Ortsrand mündet in diese die K 2368 vom Kupferzeller Dorf Feßbach her.
Der nächste Autobahnanschluss liegt südlich von Kupferzell an der BAB 6 und ist auf der Straße etwa 6 km entfernt, der nächste Bahnanschluss liegt an der Bahnstrecke Heilbronn–Crailsheim am Bahnhof von Waldenburg im Südwesten, er ist nach einer Fahrstrecke von etwa 7 km zu erreichen.

## Geschichte
Entstanden ist der Ort wohl im 9. oder 10. Jahrhundert. Er erwuchs aus zwei Höfen, die am Kuhbach lagen. Es wird erstmals 1362 und letztmals 1576 zwischen Nieder- und Oberkubach unterschieden. Folgende unterschiedliche Benennungen des Ortes sind bekannt:
- 1266 Chubach
- 1357 Kubach
- 1362 Kuobach
- 1478 Kubach
- 1483 Kuebach
- 1660 Kuehbach
- 1682 Kuhebach

1266 ging der Besitz in Kubach von der Familie von Krautheim an das Kloster Gnadental. Um 1300 waren Haller Patrizier und Niederadelsfamilien der Umgebung die Eigentümer im Ort. Allerdings ist über einen Adelssitz in Kubach nichts bekannt.
Ab 1806 gehörte Kubach zum Patrimonialamtes Kupferzell, ab 1809 zur Gemeinde (Schultheißenamt) Kupferzell. Ab 1819 gehörte Kubach zur neu gegründeten Gemeinde Feßbach.
Im Rahmen der Gebietsreform schloss sich die Gemeinde Feßbach am 1. Januar 1972 mit den Gemeinden Eschental, Goggenbach, Kupferzell, Mangoldsall und Westernach zur neuen Gemeinde Kupferzell zusammen.